# Panorama (programa de televisión de España)
Panorama fue un programa de televisión, emitido de lunes a viernes —a las 14:30— por TVE entre 1960 y 1963.

## Formato
Espacio de televisión que respondía a la fórmula de magacín o programa de variedades. En el mismo, se informaba sobre cuestiones de actualidad de interés para los espectadores y se realizaban entrevistas en directo desde los estudios. Fue presentado por los periodistas Federico Gallo y Enrique Rubio, especializado este último en la narración de sucesos luctuosos acontecidos durante la semana.
Se trata del primer programa de estas características emitido por TVE desde los estudios de Miramar, en Barcelona, inaugurados en 1959, pocos meses antes del estreno de Panorama.